# دانييل دينيسوف
دانييل دينيسوف (بالروسية: Денисов, Даниил Сергеевич)‏ هو لاعب كرة قدم روسي، ولد في 21 أكتوبر 2002 في سانت بطرسبرغ في روسيا.

## وصلات خارجية
- دانييل دينيسوف على موقع قاعدة بيانات كرة القدم.إي يو (الإنجليزية)
- دانييل دينيسوف على موقع ناشيونال فوتبول تيمز (الإنجليزية)
- دانييل دينيسوف على موقع Soccerway.com (الإنجليزية)
- دانييل دينيسوف على موقع عالم كرة القدم.نت (الإنجليزية)